# Цеймерн, Николай Карлович
Николай Карлович фон Цеймерн (25 апреля (7 мая) 1800 — 10 (22) декабря 1875) — русский генерал-лейтенант, участник Кавказской войны.
Старший брат сенатора Максима Карловича Цеймерна.

## Биография
Родился 25 апреля (7 мая) 1800 года. Сын отставного майора Карла Максимовича Цеймерна и Гликерии Алексеевны, урождённой Сверчковой (09.05.1785—17.01.1853). Мать долгое время, в 1822—1853 годах, была начальницей Сиротского института при Московском воспитательном доме.
Получил домашнее воспитание. В 1816 году вместе с братьями Максимом и Александром стал студентом Московского университета, но 1 мая 1818 года поступил на военную службу — подпрапорщиком в Киевский гренадерский полк, где через полгода получил чин прапорщика.
В 1821 году был посвящён в масонство в московской ложе «Александра тройственного благословения», работавшей по Исправленному шотландскому уставу, где его отец занимал пост секретаря работ на немецком языке.
9 февраля 1822 года, в чине подпоручика, переведен в Свиту Его Величества по квартирмейстерской части; был дивизионным квартирмейстером 2-й гренадерской (1826—1830 годы), 2-й поселенной кирасирской (в 1832 году) и 1-й кирасирской (1833—1838 годы), 15-й пехотной (1838 год) и 14-й пехотной (1840—1842 годы) дивизий, состоя в Генеральном штабе с 1830 года и получив 6 декабря 1833 года чин полковника.
В 1841 и 1842 годах находился на Кавказе и, исправляя должность отрядного обер-квартирмейстера при Лабинском отряде в походе против горцев, участвовал в нескольких сражениях; 24 ноября 1842 года Цеймерн был назначен обер-квартирмейстером 3-го резервного кавалерийского корпуса, а 30 августа 1851 года получил чин генерал-майора.
26 ноября 1847 года за беспорочную выслугу 25 лет в офицерских чинах был награждён орденом Св. Георгия 4-й степени (№ 7757 по списку Григоровича — Степанова).
11 ноября 1853 года назначен заведующим формированием резервной дивизии 6 пехотного корпуса, но через 9 дней получил в командование резервную бригаду 18-й пехотной дивизии.
С 4 сентября 1855 года по 30 ноября 1856 года Цеймерн командовал 5-й резервной пехотной дивизией, а после её расформирования состоял по запасным войскам до 11 апреля 1861 года, когда был произведён в генерал-лейтенанты с увольнением от службы.
После выхода в отставку Цеймерн поселился в своем имении, в Харьковской губернии.
Скончался 10 (22) декабря 1875 года и был погребен на Семёновском кладбище в Москве.